# Państwa uczestniczące w Letnich Igrzyskach Olimpijskich 2008
Na XXIX Letnich Igrzyskach Olimpijskich w Pekinie (8–24 sierpnia 2008) wystartowali sportowcy z 204 spośród 205 krajowych federacji sportowych (nie zostali zgłoszeni reprezentanci Brunei), cztery lata wcześniej w Atenach było ich 202.

Państwa uczestniczące

W Pekinie po raz pierwszy startowali zawodnicy z Tuvalu i Wysp Marshalla. Po raz pierwszy również oddzielnie wystąpili zawodnicy z Czarnogóry i Serbii.

## Problemy związane z występami na igrzyskach
- Po zamieszkach w Tybecie na początku marca 2008 niektóre kraje zachodnie rozważały ewentualny bojkot igrzysk. Ostatecznie żaden kraj igrzysk nie zbojkotował.

- Jako jedyne z dotychczas występujących na igrzyskach państw, nie pojawiło się Brunei. MKOl czekał na zgłoszenie reprezentantów tego kraju aż do godziny 12.00 8 sierpnia 2008. Ze względu na niezgłoszenie żadnych sportowców i nieogłoszenie oficjalnego wycofania się z igrzysk Brunei zostało zdyskwalifikowane i grożą mu sankcje karne ze strony MKOl.

- Igrzyska w Pekinie miały być pierwszymi igrzyskami, na których sportowcy z Korei Południowej i Korei Północnej wystąpią jako jedna ekipa. Ostatecznie nie udało się jednak osiągnąć w tej sprawie porozumienia między obydwoma państwami. Po raz pierwszy od igrzysk w Sydney w 2000 roku państwa te weszły oddzielnie na stadion podczas ceremonii otwarcia igrzysk.

- 24 lipca 2008 MKOl wykluczył Irak z udziału w igrzyskach z powodu politycznych nacisków wywieranych przez rząd iracki na tamtejszy krajowy komitet olimpijski. Jednak 29 lipca MKOl zadecydował, że reprezentacja Iraku może wziąć udział w igrzyskach, jednak może wystawić tylko 5 lekkoatletów.

- Drugiego dnia igrzysk, 9 sierpnia 2008, Gruzja ogłosiła, że ze względu na konflikt w Osetii Południowej wycofuje się z rywalizacji. Ostatecznie jednak gruzińscy sportowcy nie opuścili igrzysk.

## Lista państw uczestniczących
| Europa (44) | Europa (44) | Europa (44) |
| --- | --- | --- |
| - Albania - Andora - Austria - Belgia - Białoruś - Bośnia i Hercegowina - Bułgaria - Chorwacja - Cypr - Czarnogóra - Czechy - Dania - Estonia - Finlandia - Francja                                               | - Grecja - Hiszpania - Holandia - Irlandia - Islandia - Liechtenstein - Litwa - Luksemburg - Łotwa - Macedonia - Malta - Mołdawia - Monako - Niemcy - Norwegia                           | - Polska - Portugalia - Rosja - Rumunia - San Marino - Serbia - Słowacja - Słowenia - Szwajcaria - Szwecja - Ukraina - Węgry - Wielka Brytania - Włochy |
| Azja (48) | | |
| - Afganistan - Arabia Saudyjska - Armenia - Azerbejdżan - Bahrajn - Bangladesz - Bhutan - Birma - Chiny - Chińskie Tajpej - Filipiny - Gruzja - Hongkong - Indie - Indonezja - Irak                               | - Iran - Izrael - Japonia - Jemen - Jordania - Kambodża - Katar - Kazachstan - Kirgistan - Korea Południowa - Korea Północna - Kuwejt - Laos - Liban - Malediwy - Malezja                | - Mongolia - Nepal - Oman - Pakistan - Palestyna - Singapur - Sri Lanka - Syria - Tadżykistan - Tajlandia - Timor Wschodni - Turcja - Turkmenistan - Uzbekistan - Wietnam - Zjednoczone Emiraty Arabskie                                                     |
| Afryka (53) | | |
| - Algieria - Angola - Benin - Botswana - Burkina Faso - Burundi - Czad - Demokratyczna Republika Konga - Dżibuti - Egipt - Erytrea - Etiopia - Gabon - Gambia - Ghana - Gwinea - Gwinea Bissau - Gwinea Równikowa | - Kamerun - Kenia - Komory - Kongo - Lesotho - Liberia - Libia - Madagaskar - Malawi - Mali - Maroko - Mauretania - Mauritius - Mozambik - Namibia - Niger - Nigeria - Południowa Afryka | - Republika Środkowoafrykańska - Republika Zielonego Przylądka - Rwanda - Senegal - Seszele - Sierra Leone - Somalia - Suazi - Sudan - Tanzania - Togo - Tunezja - Uganda - Wybrzeże Kości Słoniowej - Wyspy Świętego Tomasza i Książęca - Zambia - Zimbabwe |
| Ameryka Północna, Środkowa i Karaiby (30) | | |
| - Antigua i Barbuda - Antyle Holenderskie - Aruba - Bahamy - Barbados - Belize - Bermudy - Brytyjskie Wyspy Dziewicze - Dominika - Dominikana                                                                     | - Grenada - Gwatemala - Haiti - Honduras - Jamajka - Kajmany - Kanada - Kostaryka - Kuba - Meksyk                                                                                        | - Nikaragua - Panama - Portoryko - Saint Kitts i Nevis - Saint Lucia - Saint Vincent i Grenadyny - Salwador - Stany Zjednoczone - Trynidad i Tobago - Wyspy Dziewicze Stanów Zjednoczonych                                                                   |
| Ameryka Południowa (12) | | |
| - Argentyna - Boliwia - Brazylia - Chile | - Ekwador - Gujana - Kolumbia - Paragwaj | - Peru - Surinam - Urugwaj - Wenezuela |
| Oceania (17) | | |
| - Australia - Fidżi - Guam - Kiribati - Mikronezja - Nauru | - Nowa Zelandia - Palau - Papua-Nowa Gwinea - Samoa - Samoa Amerykańskie - Tonga | - Tuvalu - Vanuatu - Wyspy Cooka - Wyspy Marshalla - Wyspy Salomona |

W igrzyskach olimpijskich w Pekinie udział wzięło udział 11 128 sportowców w 28 dyscyplinach sportu.